# 제3고사사단
고사 제3사단(高射第3師団 고샤 다이산시단[*])은 태평양 전쟁 말기 일본 전역에 대비하여 운영하였던 일본 제국 육군의 4개  고사사단 중에서 주부 고사포대를 총괄하던 부대였다.

## 역사
1945년 4월 28일, 한신지역을 중심으로 쓰루가, 우베, 다카마쓰, 니하마, 스이타, 히라카타, 교토 등에 정치, 군사, 군수 중역을 방위하기 위해 제15방면군 소속 부대로서 창설되었다.
7월에 공습으로 허허벌판이 오사카와 고베에 배치된 부대를 교토와 히로시마로 옮겼다. 히로시마는 파견중대 일부만이 도착했을 때 원자폭탄이 투하되었다.
종전후, 9월 11일에 동원해제되었다.

## 구조

### 지휘부
- 사단장 : 가와이 기요시 소장; 1945년 5월 5일 - 종전[1]
- 참모
  - 모리야마 하지메 중좌
  - 구시도  소좌
  - 미시오 고자부로 소좌

### 부대
- 고사포 제121연대 - 오사카
- 고사포 제122연대 - 오사카 북부
- 고사포 제123연대 - 고베
- 독립 고사포 제11대대 - 아마가사키
- 독립 고사포 제13대대 - 오사카
- 독립 고사포 제22대대
- 독립 고사포 제45대대
- 기관포 제11대대

## 참고 자료
- 外山操 (1987).  森松俊夫, 편집. 《帝国陸軍編制総覧》 (일본어). 芙蓉書房. 일본 전국 서지 번호 : 88022215.
- 《太平洋戦争師団戦史》. 別冊歴史読本 戦記シリーズNo.32 (일본어). 新人物往来社. 1996. ISBN 4404023715.
- 秦郁彦 (2005). 《日本陸海軍総合事典》 (일본어) 第2版판. 東京大学出版会. ISBN 4130301357.
- 外山操 (1981). 《陸海軍将官人事総覧 陸軍篇》 (일본어). 芙蓉書房.